# Catasticta pharnakia
Catasticta pharnakia is een vlindersoort uit de familie van de witjes (Pieridae), onderfamilie Pierinae.
De wetenschappelijke naam van de soort werd in 1907 gepubliceerd door Fruhstorfer.